# Grand'Place (Grenoble)
Pour les articles homonymes, voir Grand-Place (homonymie).
Grand'Place est un centre polyvalent, commercial et culturel régional situé sur deux communes, Grenoble et Échirolles, au cœur des quartiers sud de l'agglomération de Grenoble entre les quartiers de La Villeneuve de Grenoble, notamment du Village olympique et de la Villeneuve d'Échirolles, notamment le secteur Les Essarts-Surieux, vers Grenoble.
Installé avenue de l'Europe avec près de 120 enseignes puis 150 après l'agrandissement échirollois de 2023, c’est le plus important complexe commercial de l’agglomération grenobloise. Le centre cohabite avec un hypermarché Carrefour, et les 24 boutiques qui composent une seconde galerie marchande entièrement située sur le territoire de la commune d'Échirolles que les piétons rejoignent grâce à une passerelle couverte.
La partie échirolloise du centre, située entre la galerie de Carrefour et la partie principale du centre (située à Grenoble), a fait l'objet d'un vaste agrandissement de 19 000 m2 qui a ajouté près de 30 nouvelles enseignes commerciales lors de son ouverture le 23 novembre 2023.
Grand'Place accueille également la médiathèque Kateb Yacine intégrée au réseau des bibliothèques de la ville de Grenoble. Le centre est directement relié aux grands ensembles d'habitation et il possède plusieurs places publiques. Chaque jour en semaine, environ 30 000 visiteurs se rendent à Grand'place.

## Histoire

### Création et évolution

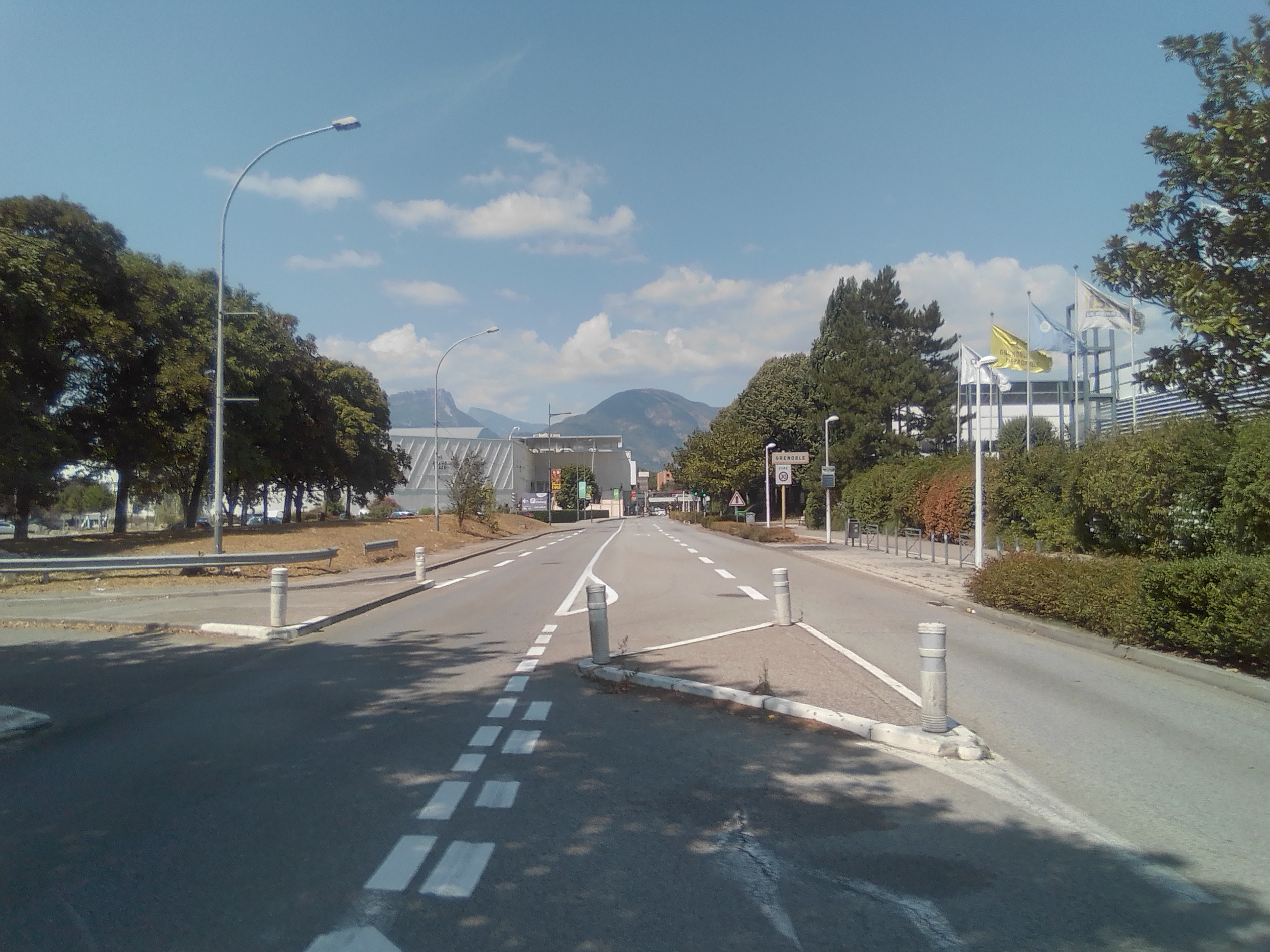
L'avenue d'Innsbruck avec l'entrée d'Alpexpo à droite et l'entrée principale de Grand'Place en arrière plan.

Ce centre commercial a été construit en lieu et place de l'aéroport de Grenoble-Mermoz.
En 1969, à la suite de l’ouverture de l’hypermarché Carrefour, les villes d’Échirolles et de Grenoble travaillent conjointement sur la création d’un nouvel outil « urbain » alliant à la fois une activité de commerce et remplissant également un rôle sociétal. Il est alors proposé de juxtaposer à l’hyper, un centre intégré composé de magasins, de bureaux, mais aussi de logements. Mais ce projet, trop avant-gardiste pour l’époque, ne verra jamais le jour car aucun promoteur n’acceptera de le financer.
En 1971, Carrefour fait une demande d’extension. Cette initiative relance alors l’étude d’un centre de commerce et de vie. Ne trouvant toujours pas de financeurs, cette fois à cause de la complexité du projet, Grenoble et Échirolles décident de s’engager elles-mêmes dans la prise en charge de la création de ce centre. De nombreuses étapes se succéderont, pour permettre aux travaux de débuter en janvier 1974. Parallèlement, le prolongement de l'avenue Marie-Reynoard en forme de passage routier supérieur sur le centre commercial Carrefour est mis en service au printemps 1974.

Ancien logo.

Inauguré conjointement par Hubert Dubedout maire de Grenoble et Georges Kioulou, maire d'Échirolles le 26 août 1975, Grand’place ouvre ses portes pour la toute première fois, avec 63 commerces, dont les Nouvelles Galeries, Conforama et BHV. Outre l’activité commerciale inhérente à ce type de lieu, Grand’place renforce sa position sociale en proposant des services. Ainsi à l’époque, en plus des magasins, on pouvait également trouver un bureau de poste, des agences bancaires, un espace d'informations, un centre chrétien, une agence pour l'emploi, un cabinet médical et des salles de cinéma. Cette même année se crée l’association des commerçants de Grand’place Grenoble – Échirolles. Grâce à cette entité, tous les commerces du centre se regroupent afin de définir ensemble, la politique d’animations et de communication.

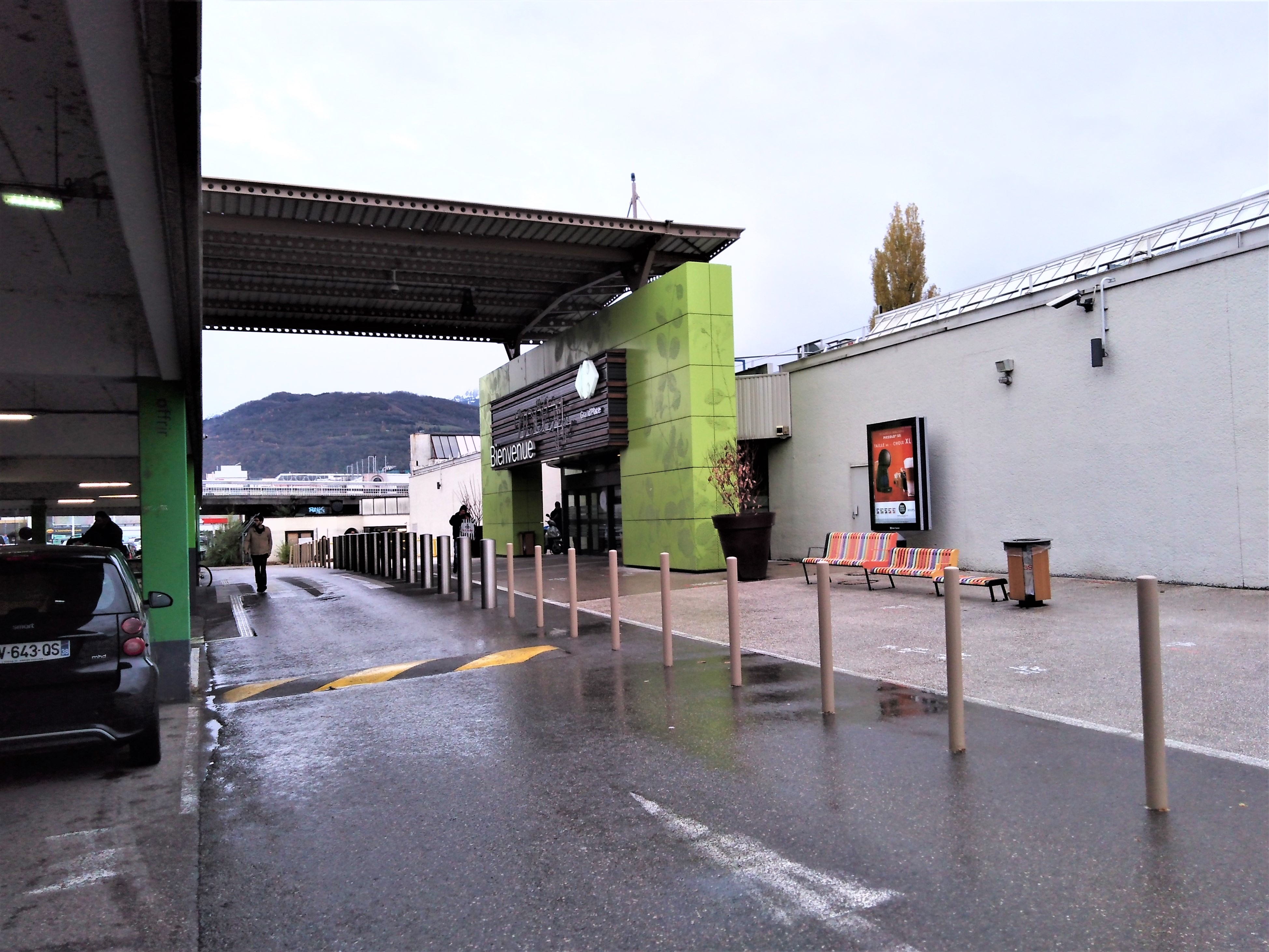
Entrée du carrefour d'Échirolles en 2019.

En 1988, le centre commercial connaît sa première métamorphose. Un étage supplémentaire est créé, permettant ainsi d’accueillir 18 nouvelles enseignes. Grand’place passe cette même année du 26e rang en 1983, au 2e rang des centres commerciaux français.
En 1998, le groupe Corio rachète la partie grenobloise du centre et en devient le propriétaire. En 2000, des grands travaux de rénovation, mais surtout d’extension sont entrepris. Le 30 novembre 2001, une aile entière est ouverte, offrant une architecture moderne et plus lumineuse avec de nouveaux emplacements pour des magasins. Depuis lors, le centre commercial compte 120 enseignes (pour 55 000 m2 de surface commerciale), et plus de 3 000 places de parking gratuites. En 2014, le centre génère un chiffre d'affaires de plus de 300 millions d' euros.
En 2015, le groupe Klepierre fusionne avec le groupe Corio, et devient le gestionnaire du centre. La galerie de Carrefour, depuis toujours séparée de son grand voisin, est détenue et gérée par la foncière Carmila.
Grand’place est connu par 98 % des Grenoblois. Il enregistre une fréquentation quotidienne moyenne de 30 000 visiteurs , pour un total d'environ huit millions de visiteurs annuel.

### Modernisation et extension
Historique

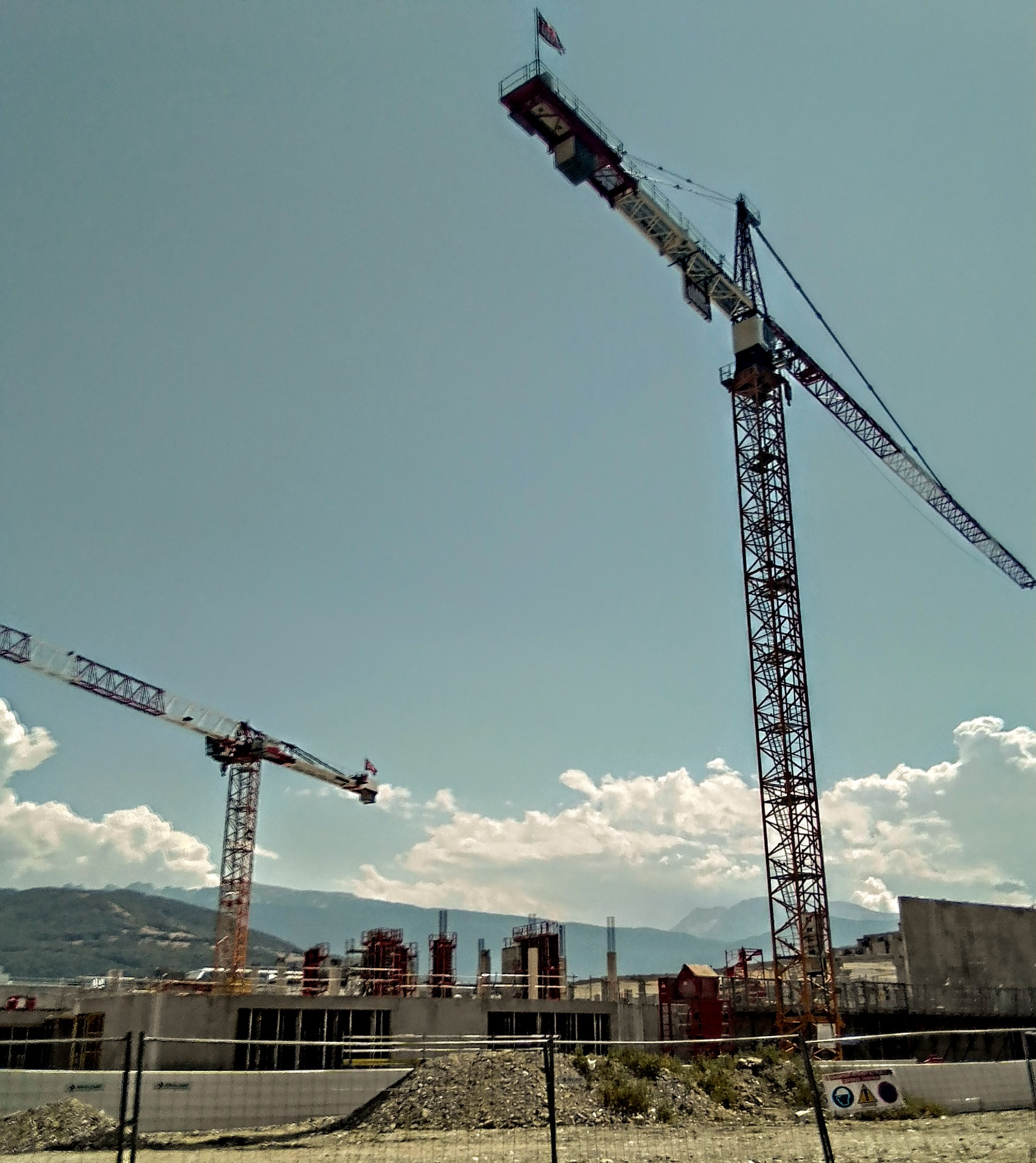
Le chantier de l'extension de Grand'Place à son début (en août 2022).

En 2014, un projet d'agrandissement de la partie échirolloise est à l'étude. Un permis de construire est déposé en 2015 permettant aux travaux de commencer début 2016 dans le centre ainsi que sur une partie du parking extérieur afin de réaliser deux niveaux de galerie commerciale. À l'occasion de cet agrandissement, les 1 200 m2 restés inoccupés après la fermeture du Forum en 2005 seront réaménagés en espace commercial. Un premier projet consistait à renforcer l'attractivité du centre grâce à un projet de restructuration et d'agrandissement de 11 000 m2 à l'emplacement des parkings extérieurs.
Il semblerait que l'obtention du permis de construire pour le centre commercial Neyrpic, situé à 15 minutes ait poussé les promoteurs du projet à accélérer la modernisation de Grand'Place. La galerie située entre le centre commercial et Carrefour est alors détruite, ainsi que l'autopont Marie-Reynoard, le tout au profit d'un nouveau bâtiment. La superficie ainsi gagnée permet d'installer de nouvelles enseignes, notamment de restauration, ainsi que le spécialiste de la mode discount Primark. L'entreprise Klépierre finance la partie centre commercial pour 80 millions d'euros et les travaux sur l’espace public font l’objet d’un projet urbain partenarial pour un coût d'environ 10 millions d'euros.
Le 23 avril 2016, une quarantaine de manifestants du mouvement Nuit debout investit l'hypermarché Carrefour afin d'y faire un pique-nique en se servant dans les rayons. Le directeur décide alors de donner la possibilité aux manifestants d'intervenir au micro du magasin afin de clore la manifestation dans le calme.
Ouverture
Les travaux de rénovation des galeries débutés début 2019 sont ralentis par la crise sanitaire et ne s'achèvent que fin 2021. De son côté, la nouvelle extension de 19 000 m2 (dont 16 000 m2 de surfaces commerciales), lancée en mai 2022 est alors prévu pour un achèvement avant la fin de l'année 2023, portant le nombre total d'enseignes commerciales à 150,, hors galerie Carrefour qui compte 25 commerces. 
La direction du centre commercial annonce l'ouverture de l'extension pour le 23 novembre 2023 avec l'ouverture d'une grande partie des commerces. Cette partie du centre possède également sa propre entrée extérieure située à l’angle du cours de l’Europe et de l’avenue Marie-Reynoard, alors rallongée par une nouvelle voie qui mène jusqu'au quartier des Granges, situé sur la commune d'Échirolles.

## Architecture

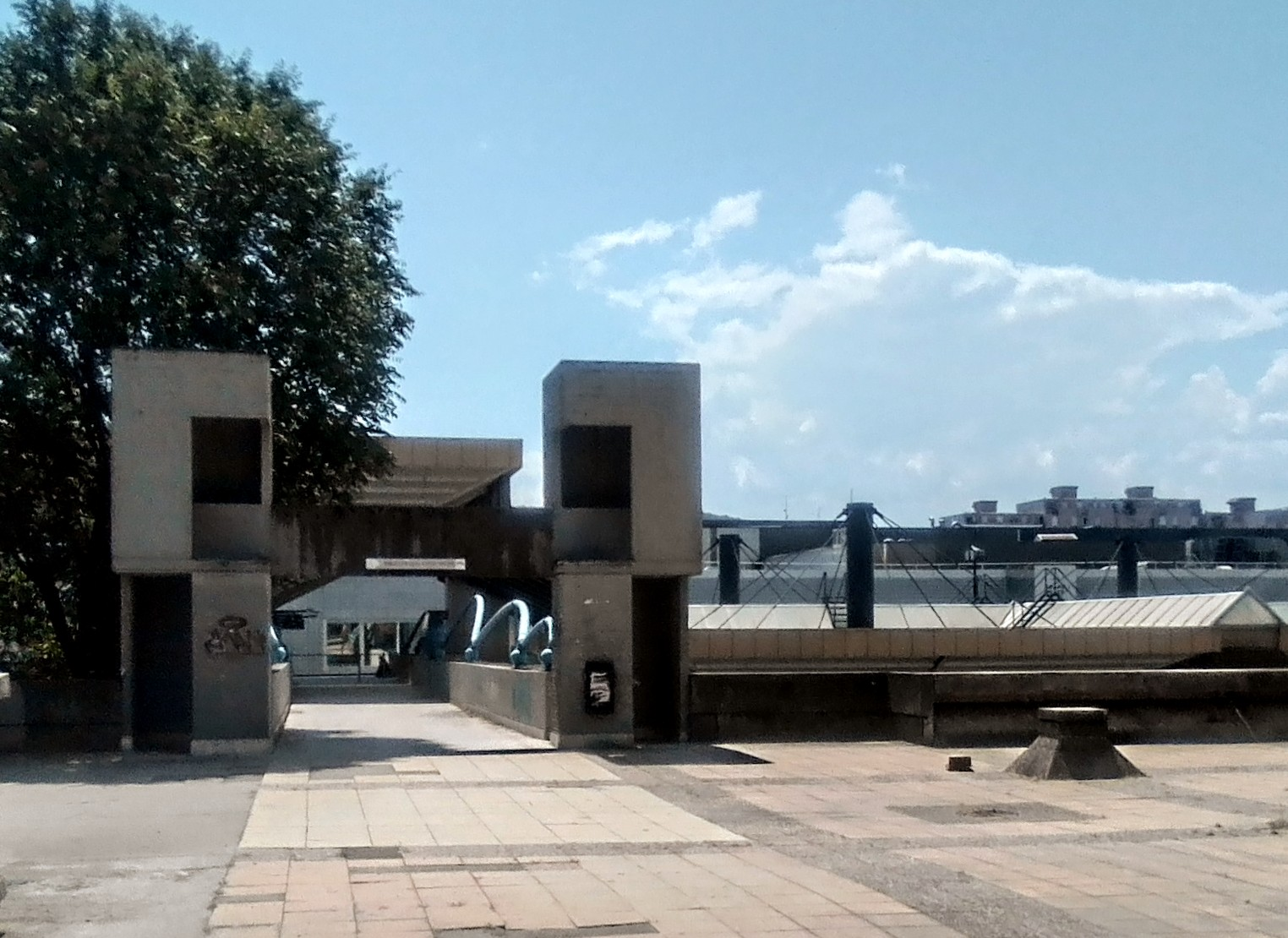
Entrée du centre commercial depuis Le quartier de La Villeneuve de Grenoble.

L'aménagement du centre commercial et culturel confirme le souhait initial de créer un lieu de vie et d’échange. Alors que le modèle du shopping center et du mall américain inspiré par Victor Gruen commence à se diffuser en France , des équipes du ministère de l'Équipement commencent à imaginer un contre modèle. L'objectif est de réaliser un ensemble polyvalent proche de l'équipement intégré, qui conjugue des espaces publics dans la lignée des agoras ou des forums, des commerces et des services culturels. Ce projet s'inscrit dans la continuité de l'expérimentation sociale et urbaine de la Villeneuve de Grenoble, et que l'on retrouve dans les villes nouvelles.
Ainsi, dès sa création, le centre commercial possède 2 places (appelées à l’époque places publiques) : la Place des Mélèzes et la Grande Place. Après les travaux de 2001, une place supplémentaire apparaît avec l’extension de Grand’place : la Cour des Érables. Avec une hauteur de 16 m, et possédant une surface de plus de 1 000 m2, cet endroit est aujourd’hui le cœur de Grand’place, lieu privilégié pour les animations et point de rendez-vous pour les visiteurs du centre.
Pour rejoindre ces places, trois grandes avenues, appelées des mails, permettent de sillonner dans le centre commercial, en formant un triangle. Chacune d’entre elles est disposée parallèlement aux massifs entourant Grenoble, d’où leurs noms : avenue de Chartreuse, avenue de Belledonne, et avenue du Vercors. Enfin une dernière artère permet de descendre sur la partie échirolloise du centre et également de rejoindre l’hypermarché Carrefour avec sa galerie marchande par une passerelle.
Il existait onze immenses fresques sur les façades de Grand'Place réalisées par la coopérative de peintres des Malassis et inspirées du radeau de la Méduse de Géricault ainsi que par les dérives de notre société. Sur 2 000 m2 ces fresques extérieures étaient une critique de la société de consommation et ont disparu en l'an 2000 avec la rénovation du centre lors du rachat de Grand'Place par la multinationale Corio,,,. Une nouvelle façade, une passerelle aérienne et l'installation de terrasses sur la rue du côté de l'hypermarché Carrefour sont mis en place à l'occasion de l'extension de 2023 conjointement avec le projet « GrandAlpe » des villes de Grenoble et d'Échirolles

## Gestion
La gestion et la direction du centre commercial est assurée par la société Klepierre, société immobilière qui possède, en 2022, une centaine de centres commerciaux en Europe dont plus d'un tiers sont situés en France dont celui de la Belle-Épine.
L’association des commerçants de Grand’place Grenoble – Echirolles — est chargée, quant à elle, de la communication, de la promotion et de l’organisation des évènements qui animent la vie du centre commercial.
En 2023, une boîte à CV et un mur emploi où s'affiche l'ensemble des demandes d'emploi pour le centre et les magasins qui y sont associés a été installé dans une des galeries ouvertes au public. Cette boite est inaugurée en présence de la vice-présidente de Grenoble Alpes Métropole chargée de l’emploi et de l'insertion.

## Équipement non commercial et environnement
Le centre commercial héberge une médiathèque municipale mais il est également entouré de nombreux équipements de premier ordre de type sportif ou culturel.

### Bibliothèque Kateb Yacine

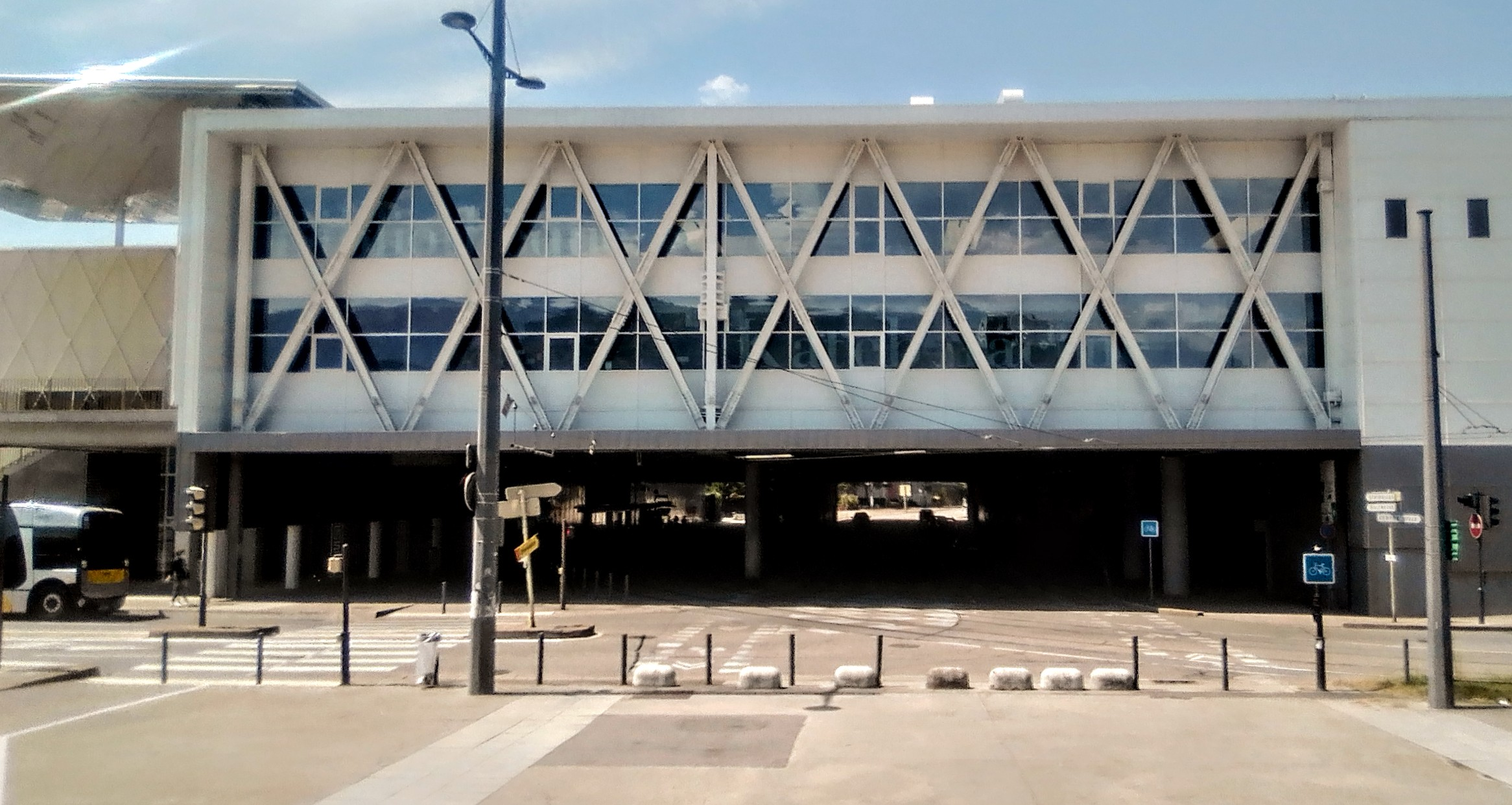
Bibliothèque Kateb-Yacine.

Construite sur trois niveaux  avec une entrée indépendante du centre commercial, cette bibliothèque  présente sa façade principale le long de l'avenue d'Innsbruck, face à la patinoire Pôle Sud.
Accessible aux PMR, cet espace culturel qui a reçu le nom de l'écrivain algérien Kateb Yacine, mort à Grenoble en 1969, comprend de nombreuses collections de livres, presse, livres audio, CD, DVD, partitions, méthodes instrumentales, cédéroms (dont des méthodes de langues) et de la documentation professionnelle consacrée aux métiers du livre, de l’information et des bibliothèques ainsi qu'une artothèque.

### Autres équipements
- la patinoire Polesud (plus grande patinoire de Ligue Magnus avec 4 208 places) est située face à la bibliothèque Kateb-Yacine et de l'entrée sud du parking du centre commercial ;
- le centre de congrès Grenoble Alpes Congrès (auditorium de mille places) est situé face à l'entrée sud du centre commercial ;
- le parc des expositions Alpexpo (44 950 m2) est situé sur l'avenue d'Innsbruck, au sud du centre commercial ;
- le Summum (salle de concerts de 5 000 places) est situé derrière le centre de congrès et le parc d'exposition.
- la piscine Les Dauphins est situé à proximité du centre commercial, non loin de l'entrée nord.

## Accès

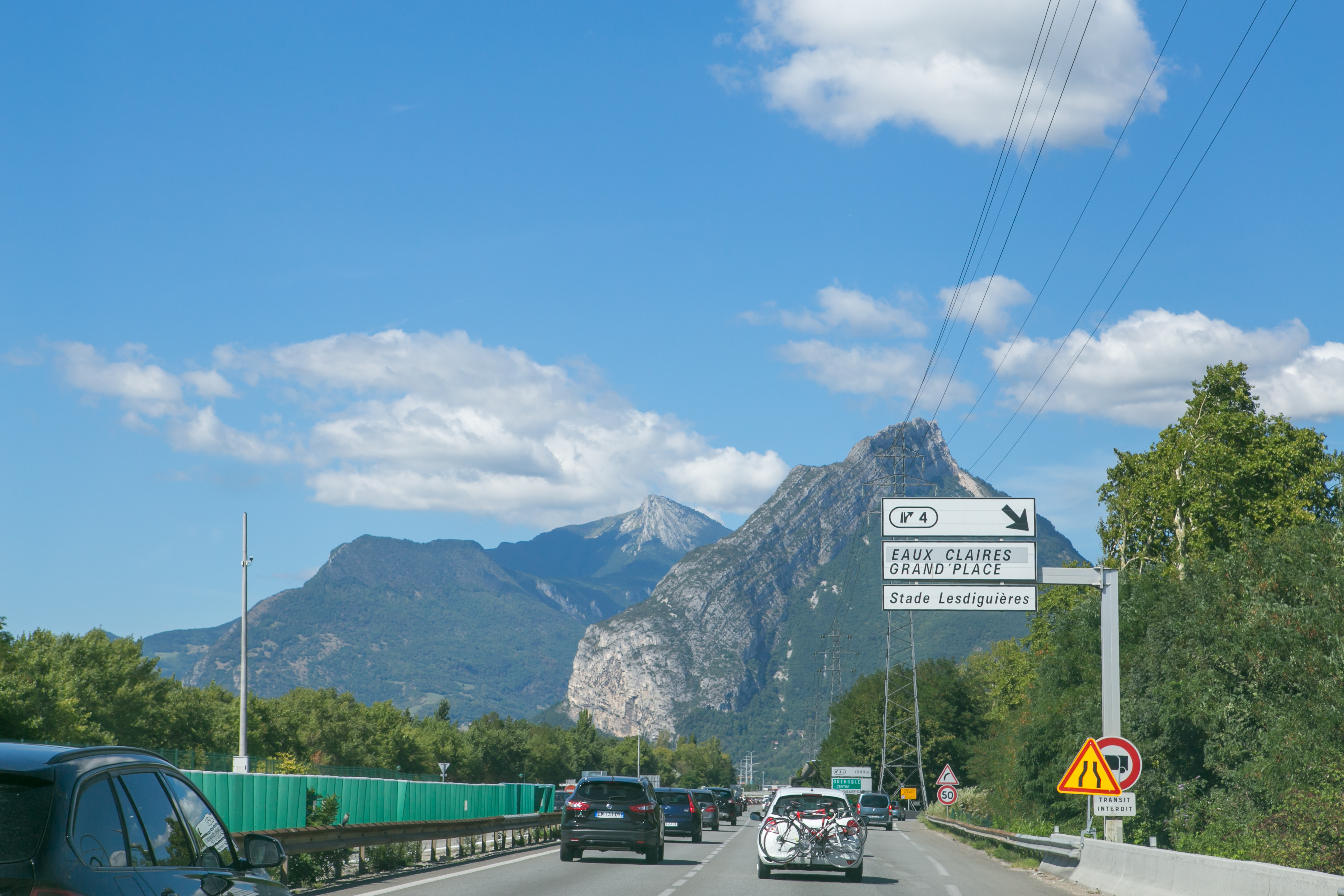
Sortie Grand'Place sur l'A480.

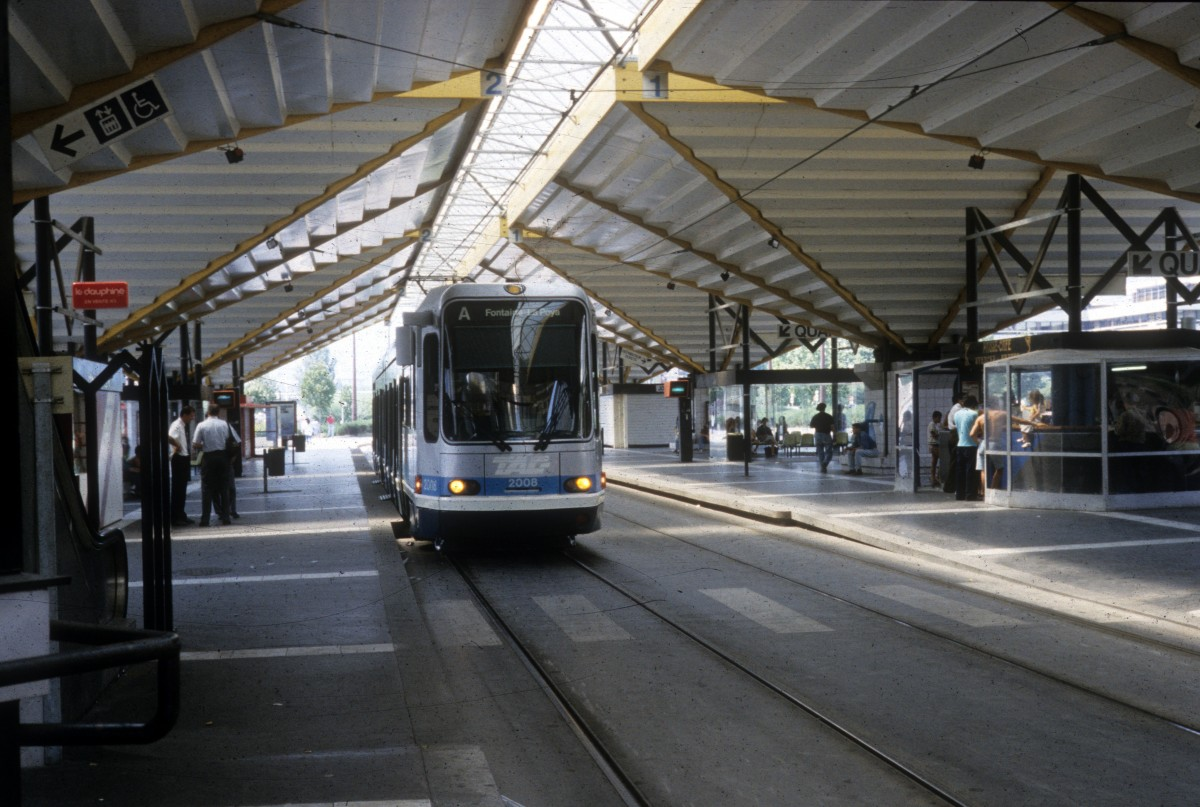
Pôle d'échange de Grand'Place.

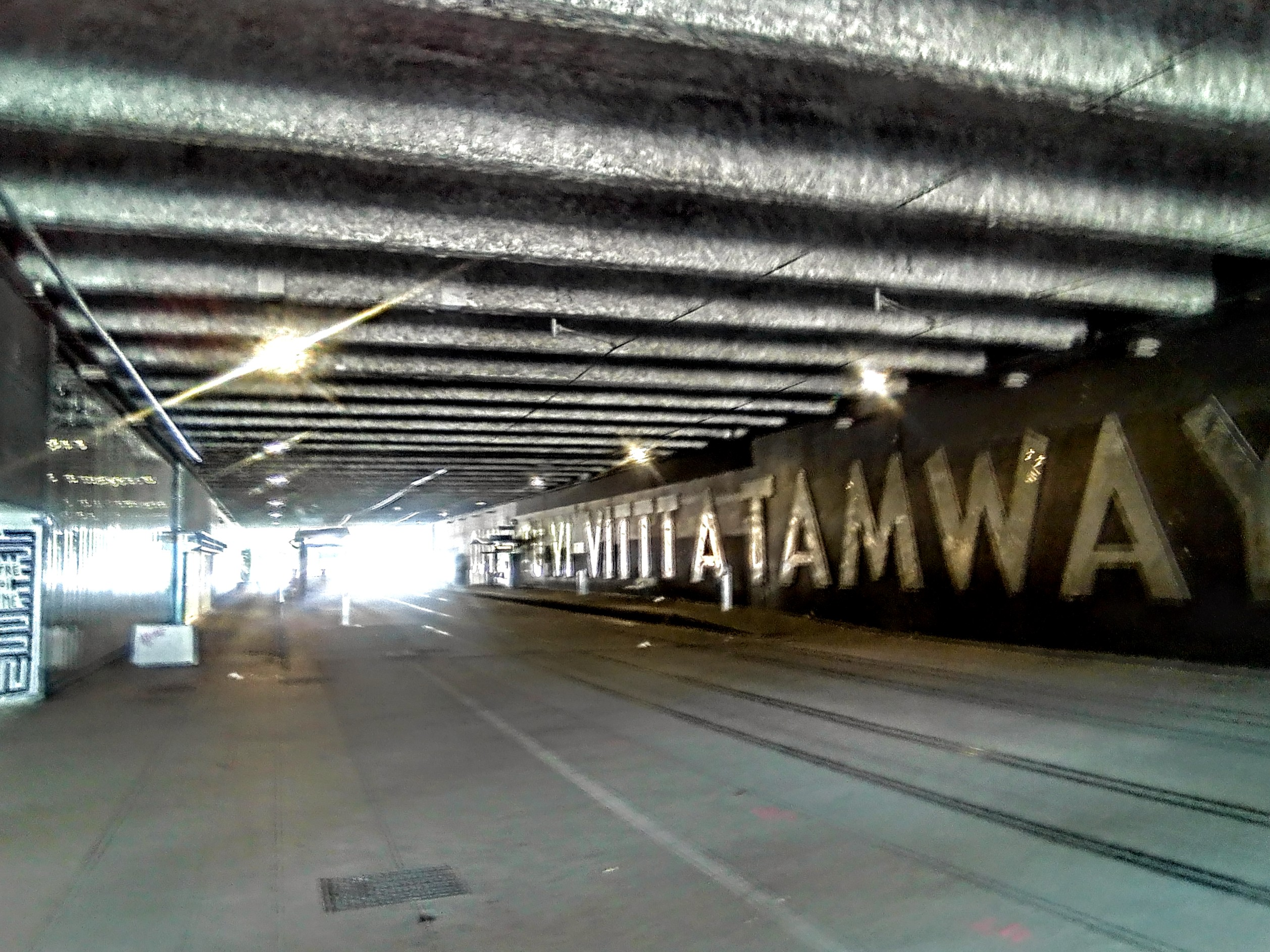
Station Alpexpo, située sous Grand'Place.

### Voies urbaines
Le centre commercial est desservi par un échangeur de la rocade sud :
- 6 : Alpexpo - Grand'Place / Échirolles-est

et un échangeur situé sur l'Autoroute A480
- 4 Grenoble - les Eaux Claires, Villeneuve, Grand'Place, Stade Lesdiguières

### Transport public
Il existe deux sites de correspondance de transports publics permettant d'accéder au centre commercial :
- Le pôle d'échanges Grand'place, situé au nord, est desservi par la ligne A du tramway de Grenoble, et les lignes de bus C3, C6, C8, 65 et 67 ;
- La station Pôle Sud • Alpexpo, située au sud-est, est desservie par la ligne A du tramway de Grenoble et les lignes de bus C3, 65 et 67.